# Modrý trpaslík
Modrý trpaslík je hypotetická třída hvězd, která se vyvine z červeného trpaslíka po spotřebování většiny svého vodíkového paliva. Protože u červených trpaslíků probíhá vodíková fúze pomalu a vyzařuje se teplo, modří trpaslíci pravděpodobně ještě ve vesmíru neexistují, protože vesmír není dostatečně starý, aby se mohli vytvořit. Předpoklad jejich existence je založen pouze na teoretických modelech.
Svítivost hvězd se zvyšuje s jejich věkem a nejjasnější hvězdy musí vyzařovat více energie na udržení rovnováhy. Hvězdy větší než červení trpaslíci dosahují rovnováhy pomocí zvětšení své velikosti, čímž se z nich stávají červení obři s větší plochou povrchu. Červení trpaslíci zvětšují svou intenzitu vyzařování zvýšením své povrchové teploty, čímž se změní na „modré“.
Když se vodíkové palivo modrých trpaslíků zcela vyčerpá, změní se na bílé trpaslíky.